# Sarkis Zabunyan

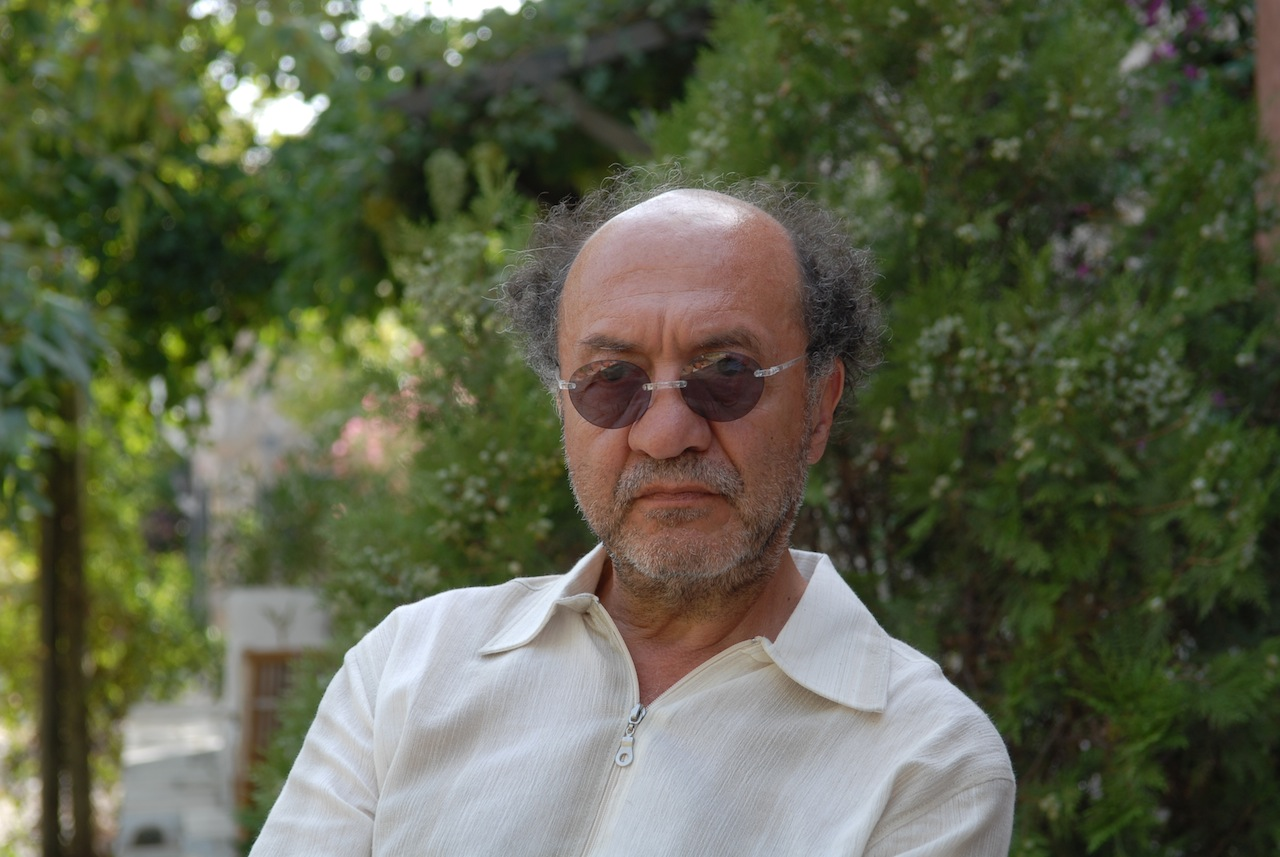
Sarkis Zabunyan

Sarkis Zabunyan (* 26. September 1938 in Istanbul), bekannt unter seinem Vornamen Sarkis, ist ein in Frankreich eingebürgerter türkischer Künstler und Kunstlehrer christlich-armenischer Abstammung. Sarkis ist den Konzept- und Installationskünstlern zuzuordnen.

## Leben
Sarkis stammt aus bescheidenen Verhältnissen. Er wurde als Sohn des 1915 aus Anatolien nach Konstantinopel geflüchteten Fleischers Garabet Zabunyan und dessen Ehefrau Duru geboren und beschrieb sich selbst als ein sehr ängstliches, tiefreligiöses und vom Krieg geprägtes Kind. Später besuchte er das französische Lycée Français Saint Michel im Stadtteil Pera. Im Jahr 1955, im Alter von 17 Jahren, entdeckte er zufällig beim Einwickeln der Ware im väterlichen Geschäft eine Zeitungsseite mit einer Abbildung von Edvard Munchs Gemälde „Der Schrei“, ein einschneidendes Erlebnis, das ihn dazu bewog, sich der Kunst zu widmen und seinen späteren Lebensweg entscheidend beeinflusste.
Von 1957 bis 1960 belegte Sarkis an der Schule der Akademie der schönen Künste in Istanbul den Studiengang für Innenarchitektur. Er heiratete 1960 die türkische Philosophiestudentin Isil Akyuz. Gemeinsam emigrierten sie 1964 nach Paris.
Er beteiligte sich an der seinerzeit als skandalös, heute als bahnbrechend bewerteten Gruppenschau „Wenn Attitüden Form werden: Werke-Konzepte-Prozesse-Situationen-Informationen“, zu welcher der Ausstellungsmacher Harald Szeemann vom 22. März bis 27. April 1969 neunundsechzig US-amerikanische und europäische Künstler in die Berner Kunsthalle einlud, von denen viele ihre Arbeit zum ersten Mal in Europa vorstellten. An der Ausstellung beteiligten sich unter anderem der Minimalist Richard Serra und der Konzeptkünstler Lawrence Weiner, Vertreter der zwei Jahre zuvor in Italien gegründeten Arte-Povera-Bewegung wie Mario Merz und Michelangelo Pistoletto, der Pop-Art-Künstler Claes Oldenburg und nicht zuletzt der Aktionskünstler und Kunstlehrer Joseph Beuys, unter dessen Einfluss Sarkis’ erste Installationen standen. Sarkis war Teilnehmer der Documenta 6 in Kassel im Jahr 1977 und auch auf der Documenta 7 im Jahr 1982 als Künstler vertreten.
Im Jahr 1980 folgte die Berufung an die École des Arts Décoratifs in Straßburg. Nach Ausstellungen in Frankreich, Deutschland, der Türkei, in Armenien und in den Vereinigten Staaten zeigte Sarkis im Jahr 2007 seine Werke in Paris gleichzeitig im Musée du Louvre und im Musée Bourdelle.
Sarkis lebt und arbeitet seit 1964 in Frankreich, wo er seine Werkstatt in einer ehemaligen Druckerei in dem Pariser Vorort Villejuif (Val-de-Marne) eingerichtet hat.

## Auszeichnungen
- 1967: Prix de la Biennale des Jeunes Artistes (Paris), Sektion Malerei
- 2012: Komtur des Ordre des Arts et des Lettres

## Werk (Auswahl)
Sarkis Frühwerk ist Anfang der 1960er Jahre anzusiedeln, in denen er sich zunächst mit Gouachen, Collagen und der Leinwandmalerei beschäftigte. Von 1968 bis 1976 schuf er – nach der Begegnung mit Beuys und von diesem beeinflusst – fast ausschließlich Installationen und Tonintegrationen sowie unter anderem Plastiken aus Tonbändern. Es folgt eine Auswahl seiner Werke:
- 1966: Après Hiroshima, Collage
- 1974: Gun Metal, Tonintegration
- 1982: Sculpture en bande magnétique, Skulptur, Tonbänder
- 1988: Die zwölf Messer. K.R.I.E.G.S.S.C.H.A.T.Z von Altkirch (Privatsammlung)
- 1991: Scènes de nuit, scènes de jour, Rauminstallation
- 2001: Entwürfe für die Bleiglasfenster der Zisterzienserabtei Silvacane

## Ausstellungen (Auswahl)
- 1974: Sarkis. Musée d’Art et d’Industrie, Saint-Etienne
- 1995: Sarkis. 26.9.19380. Kunst- und Ausstellungshalle der Bundesrepublik Deutschland, Bonn
- 1995: Sarkis. Das Licht des Blitzes – Der Lärm des Donners. Museum moderner Kunst, Stiftung Ludwig Wien
- 2007: Sarkis: Ikonen. Skulpturensammlung und Museum für Byzantinische Kunst im Bode-Museum, Berlin
- 2013: Ici, Ailleurs. La Friche la Belle de Mai, Marseille
- 2023: Sarkis: 7 Tage, 7 Nächte, Staatliche Kunsthalle Baden-Baden

## Veröffentlichungen (Auswahl)
- Uwe Fleckner (Hrsg.): Die Schatzkammer der Mnemosyne. Mit einem Bildessay von Sarkis. Verlag der Kunst, Dresden 1995, ISBN 3-364-00358-0.